# Falcon

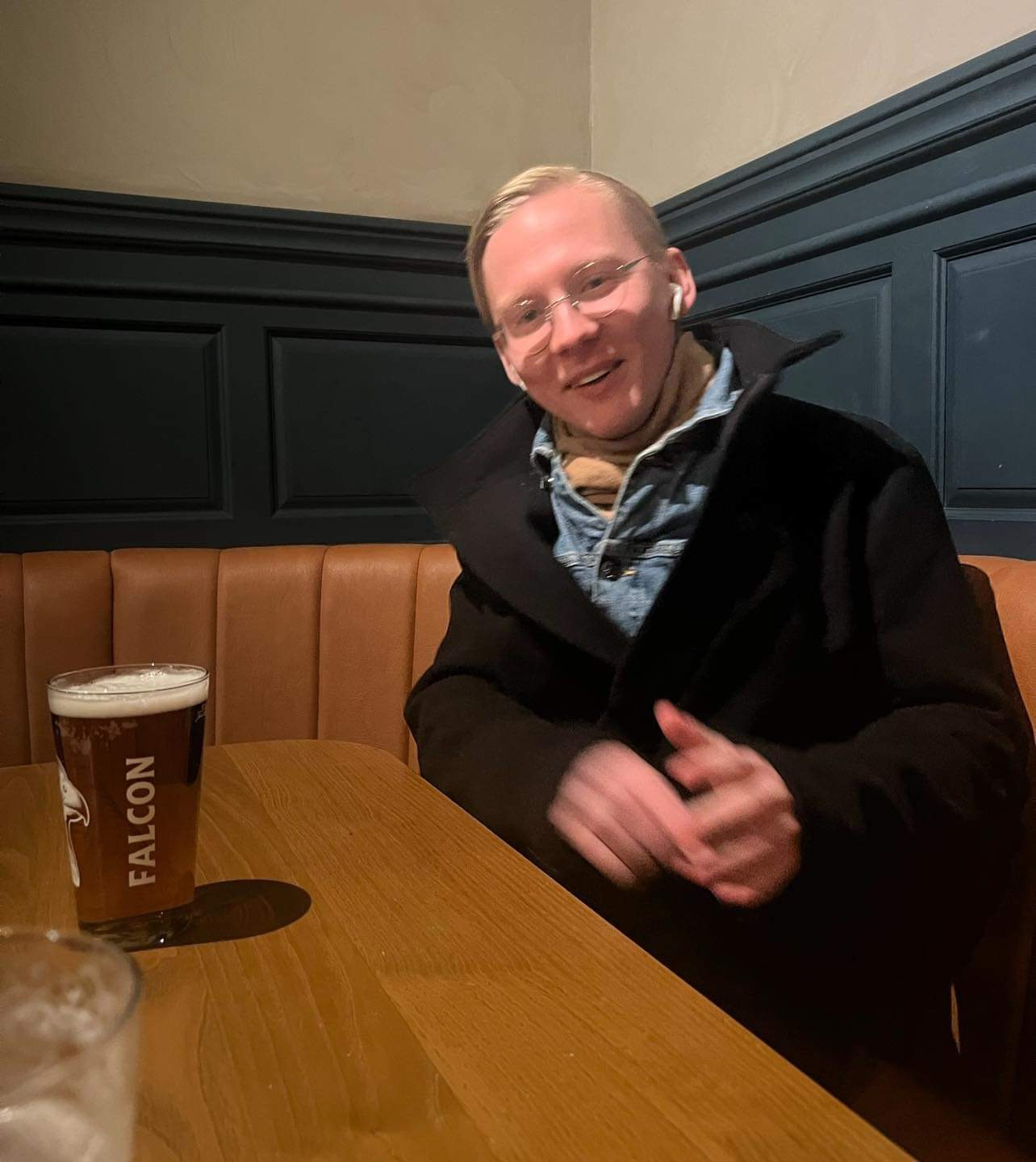
En Falcon © 40 cl. fatöl

Den här artikeln handlar om bryggeriet Falcon. För andra betydelser se Falcon (olika betydelser).
Falcon, tidigare Bryggeri AB Falken, är ett bryggeri i Falkenberg, numera ett av Carlsberg Sveriges varumärken och produktionsanläggningar.

## Historia
Företaget bildades 1896 under namnet Bryggeri AB Falken av bryggmästaren John L. Skantze, som valt Falkenberg för att ekonomiskt intresse fanns och för dess lämpliga vatten. Namnet anspelade på staden. Skantze ledde själv bryggeriet fram till 1937 och därefter lämnade han över till nästa generation. Sonen Erland Skantze ledde verksamheten när den 1955 började sälja starköl under varumärket Falcon. En ny produktionsanläggning i Falkenberg togs i bruk 1961.
Efter en lång tid av växande hamnade företaget i ekonomiska problem vid mellanölets avskaffande 1977. Familjen Skantze sålde då bryggeriet till Pripps som samma år lade samman det med Sandwalls i Borås. Huvudkontoret förlades till Borås efter fusionen medan produktionen successivt flyttades över till Falkenberg. Vid årsskiftet 1986/87 flyttades huvudkontoret åter till Falkenberg.
Pripps ägdes då av staten (senare Volvo genom Procordia), vilka tillsammans med Unilever 1985 delade upp bolaget; Falken skötte tillverkning, Falcon marknad, distribution och försäljning. 1994 slogs dessa delar åter samman under namnet Falcon.
Falcon tillverkade också läskedrycker och lanserade 1985 sitt eget colamärke, XL Cola, som kom att finnas på den svenska marknaden fram till cirka 2000.
1989 slogs bryggeriet samman med Till-bryggerierna i Östersund. 1996 såldes bolaget till danska bryggerikoncernen Carlsberg, som 2000 köpte Pripps-Ringnes. Gamla Pripps och Falcon blev då tillsammans Carlsberg Sverige. Pripps hade vid den tiden två bryggerier, det ena i Västra Frölunda och det andra i Bromma. I samband med uppköpet drogs slutsatsen att man hade överkapacitet i Sverige. Bryggeriet i Västra Frölunda lades ner 2002 efter ett beslut som tillkännagavs den 9 maj 2001.

## Varumärken
Carlsberg fortsätter nu att tillverka och nylansera öl med varumärket Falcon, framför allt som premium-folköl. Bland Falcons öl finns numera ale, bayerskt, lager, weissbier, pils och alkoholfri.
År 2015 blev det klart att Falcon Alkoholfri öl blir namnsponsor för Falkenbergs FF:s nya fotbollsarena, som skulle stå klar 2017. Falcon Alkoholfri Arena invigdes planenligt i april 2017.